# Зубовская губа
Зубо́вская губа́ (на ряде старых карт — Зубо́вский зали́в) — залив в Баренцевом море. Расположен в центральной части северного побережья полуострова Рыбачий между мысами Майнаволок и Лазарь. Административно относится к Мурманской области.

## Описание

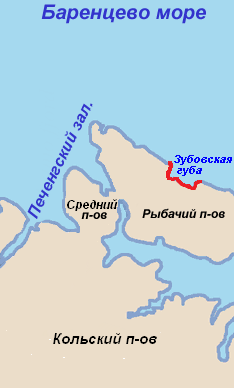
Зубовская губа на карте полуострова Рыбачьего

Залив вдаётся на 3,5 километра в берег. Длина береговой линии — около 20 километров, ширина — около 8,5 километра. Максимальная глубина составляет 36 метров. Берега отлогие и низкие, покрытые редкой тундровой растительностью. В акватории Зубовской губы расположены острова Большой Зубовский и Малый Зубовский с прилегающими малыми безымянными островками. Зубовские острова делят губу на три рукава приблизительно одинаковых размеров.
В губу впадают реки Зубовка и Западная Майка, ручей Средний (Оленка) и несколько небольших безымянных ручьёв.

## История
Населённых пунктов на берегах залива на начало XXI века нет. Ранее на юго-восточном берегу Зубовской губы, в устье ручья Среднего, располагалось поселение Зубовка, существовавшее тут по данным писцовых книг уже в начале XVII века. Однако, в 1938 году жители поселения переселились в село Ретинское. В период Великой Отечественной войны на месте Зубовки располагался резервный аэродром Северного флота, а с 1959 по 1993 годы — зенитно-ракетный комплекс ПВО «Зубовка».

Зубовская губа под названием Зубовский залив вместе с Зубовскими островами упоминается в «Путеводителе по Северу России», составленном в 1899 году Д. Н. Островским: 
От Цып Наволока берег идёт на NW, постепенно возвышаясь и образуя характерные по своим очертаниям мыс Чёрный, Зубовский залив  с лежащими в нем Зубовскими островами, на которых расположена колония норвежцев, мыс Май, ограничивающий залив с запада; …